# Kastelle von Welzheim

Lageplan des West- und Ostkastells mit ihrer Verbindungsstraße (Grabungen 1894–1896)

Die Kastelle von Welzheim waren zwei römische Militärlager am Vorderen Limes, einem Teilabschnitt des UNESCO-Weltkulturerbes „Obergermanisch-Rätischer Limes“ auf dem Gebiet der heutigen Stadt Welzheim im Rems-Murr-Kreis in Baden-Württemberg. Zu den bedeutendsten Erkenntnissen, die an dieser Grabungsstätte gewonnen wurden, trugen die Brunnenfunde aus dem Ostkastell bei. Sie gaben einen umfassenden Einblick in die Vegetation und in die Lebensbedingungen der Bewohner im 2. und 3. Jahrhundert.

## Westkastell (Alenkastell)

Das Kastell mit den zwischen 1895 und 2006 aufgenommenen Befunden

Das Westkastell Welzheim ist heute fast vollständig überbaut. Es war durch eine Straße mit dem 530 m östlich gelegenen, kleineren und wesentlich besser erforschten Ostkastell verbunden. Das Westkastell war Garnisonsort einer Kavallerieeinheit, die dem Grenzschutz diente.

### Lage
Bei Welzheim endet ein rund 80 Kilometer langer geradliniger, von Nord nach Süd laufender Limesabschnitt. Die Stadt ist einer der wenigen Orte am Obergermanisch-Rätischen Limes, der zwei Kastelle besaß. Die fast exakt auf einer genauen West-Ost-Achse liegende Garnison befand sich an einem nach Osten abfallenden Hang im Süden der heutigen Stadt Welzheim und wurde nach dem Zweiten Weltkrieg fast vollständig überbaut. Etwas westlich der heutigen Kreuzung Schloßgartenstraße–Christian-Bauer-Straße lag die Porta praetoria, das Haupttor des Lagers, auf dessen Lage die Gesamtbebauung ausgerichtet war. Die Christian-Bauer-Straße nimmt in östliche Richtung gehend etwas versetzt die Ausrichtung der antiken Lagerstraße zu den Principia, dem Stabsgebäude, auf. Dort, wo die Christian-Bauer-Straße auf die Schorndorfer Straße stößt, befand sich ungefähr der Eingang zum Stabsgebäude. Die Schorndorfer Straße läuft in Nord-Süd-Richtung fast genau über der ehemaligen großen Vorhalle, einem Mehrzweckbau, die wie ein Riegel quer vor dem Stabsgebäude lag. Parallel zum Westwall, der ehemaligen Befestigungsmauer, läuft ein Weg und dahinter, gleichfalls der Ausrichtung des Kastells folgend, der Bahndamm. Der Bahnhof von Welzheim liegt knapp vor dem ehemaligen Nordwestturm der Fortifikation. Die vom Bahnhofsplatz in östliche Richtung abgehende Kurze Straße folgt eine Zeitlang ungefähr der Nordmauer des Kastells.

### Forschungsgeschichte
Nach seiner Entdeckung 1895 durch einen Oberförster wurde die Anlage von der Reichs-Limeskommission (RLK) teilweise ergraben. Dabei wurde festgestellt, dass das 236 × 181 Meter (= 4,3 Hektar) große Westkastell, das damals noch fast unüberbaut am Ortsrand lag, zu den größten Anlagen am Obergermanisch-Rätischen Limes gehört. Schon im ausgehenden 19. Jahrhundert, besonders aber nach dem Zweiten Weltkrieg wurde das antike Areal zur anhaltenden Überbauung und damit zur fast völligen Zerstörung freigegeben. Auch heute werden industrielle Neubaumaßnahmen auf dem Gelände durchgeführt. Nur wenige antike Strukturen sind noch unter Wiesen geschützt. Erst 1980 fand zum ersten Mal seit den Tagen der RLK wieder eine Notgrabung statt. Dabei wurde ein Teil des Innenhofs der Principia, des Stabsgebäudes, angeschnitten. Im Jahre 1983 folgte eine Rettungsgrabung an der südsüdöstlichen Kastellecke. Dies bedingt durch den Bau einer Fabrik. Anschließend wurde 1989 an der Südmauer geforscht und 1990 östlich und nahe der Porta principalis sinistra, dem Nordtor. Dann konnten 1997 zwei Areale an der Via praetoria, der zum Osttor hinausführenden Lagerhauptstraße, aufgedeckt werden und 1999 ein Mauerabschnitt mit dem ersten Zwischenturm westlich der Porta principalis dextra, dem Südtor. Die bisher größte moderne Rettungsgrabung wurde von Juni 2005 bis Oktober 2006 durch die Erweiterung einer Produktionshalle ausgelöst. Der von den Verantwortlichen verursachte Schaden führte zum Verlust und zur endgültigen Zerstörung der größten noch in Zusammenhang stehenden Freifläche des Kastells, welche den Ostteil des Stabsgebäudes sowie einen Streifen der Retentura, des Hinterlagers, bis zur Porta decumana, des Westtors, beinhaltete. Die Grabungen wurden zunächst von Rüdiger Krause und ab Anfang 2006 von Klaus Kortüm geleitet.

### Baugeschichte

Grundriss des Westkastells nach den Grabungsbefunden 1895–96

Die Ausmaße des genau nach den Himmelsrichtungen geplanten Welzheimer Westkastells lassen sich in Obergermanien mit dem Steinkastell Niederbieber (5,25 Hektar; errichtet kurz nach 185/190) oder mit Echzell (5,2 Hektar) vergleichen, was jeweils auf große Besatzungen schließen lässt. Die Forschung stellte zudem fest, dass Kastelle in ihrer vollständigen Anlage am germanischen Limes normalerweise größer und großzügiger dimensioniert waren als die mit einer vergleichbaren Truppe belegten britischen Fortifikationen. So hatte Welzheim West die doppelte Größe wie dortige vergleichbare Anlagen. Neben regionalen Unterschieden wurde vermutet, dass in Britannien nur Teile von Einheiten in diesen jeweiligen Lagern stationiert gewesen sind, was nicht nur Fragen nach einer möglicherweise anderen Organisation des dort liegenden römischen Heeres aufwirft, sondern auch unbefriedigend bleibt, da sich diese These nicht überprüfen lässt. Hieb- und stichfeste Nachweise für ein älteres Holz-Erde-Kastell wurden auch bei der Grabungskampagne 2005/2006 nicht entdeckt. Als Schlussmünze aus dem Kastell gilt seit seiner Auffindung 2006 ein Denar aus der Regierungszeit des Kaisers Severus Alexander (222–235). Jüngere Münzfunde stammen in Welzheim nur aus dem Bereich des Lagerdorfes.

#### Umwehrung
Im Zuge der Ausgrabungen des ausgehenden 19. Jahrhunderts wurden die Flächenmaße der rechteckigen Anlage mit 236 × 181 Meter (= rund 4,3 Hektar) ermittelt und drei der vier Tore zumindest in Teilen freigelegt, wobei abschließend festgestellt werden konnte, dass alle vier Einlässe wohl eine zweispurige Zufahrt und jeweils zwei, diese Zufahrten flankierende Türme besaß. Die Porta praetoria, das Haupt- und Osttor in Welzheim, wurde bereits von der RLK freigelegt. Es ist bis heute das einzige vollständig ergrabene Tor. Der nördliche Torturm der Porta decumana war 4 × 4,5 Meter groß und besaß ein rund 1 Meter breites Fundament. Nur an seiner Außenseite war es mit 1,5 Metern wesentlich massiver ausgeführt. Da der zweite Torturm bisher nicht ergraben worden ist, ließ sich die genaue Breite der Porta decumana auch nach den Grabungen 2005/2006 nicht ermitteln. Eine Spiegelung des Torturms an der bekannten Mittelachse des Lagers würde eine Breite von rund 13 Metern ergeben. So wäre auch hier mit einer doppeltorigen Zufahrt zu rechnen. In das typische Bild der Kastelle dieser Zeit fügt sich auch der Befund der vier abgerundeten Kastellecken (Spielkartenform) ein. In diesen Ecken waren an die Mauer gebaute Wachtürme errichtet worden. Bei der Grabung 1983 wurde erneut ein rund 20 Meter langes Teilstück der Wehrmauer freigelegt. Dabei kam eine in diesem Bereich noch zwischen 0,5 und 0,6 Meter hoch erhaltene innere Mauerschale aus dem Boden. Ihr äußeres Gegenstück hingegen wies jedoch nur noch drei bis vier Steinlagen auf. An der südöstlichen Kastellecke, die dort einen großen Bogen schlug, deckten die Forscher einen im Verhältnis zur Lagergröße relativ kleinen, leicht trapezförmigen Turm frei, der mit seinem bis zu einem Meter hoch erhaltenen Mauerwerk erstaunlich gut erhalten war. Die zum Kastell gewandte Seite des Turms besaß einen 1,2 Meter breiten Eingang. Wie nähere Untersuchungen ergaben, wurde der Turm in einem Stück mit der Lagermauer hochgezogen. Es konnte nachgewiesen werden, dass an der ergrabenen Süd- und Ostseite der Mauer im Inneren eine Erdrampe angeschüttet gewesen war. Aufgrund günstiger Bodenbedingungen wurden hier zum damaligen Zeitpunkt erstmals Holzeinlagen innerhalb einer Rampe nachgewiesen, welche die Standfestigkeit der Anschüttung gewährleisten sollten. Die vollständig und primär verkohlte Holzkonstruktion bestand aus teils parallel zueinander, teils gitterförmig angelegten Bohlen. Das Verkohlen ist eine alte Konservierungsmethode, um Holz langlebiger zu machen. Bei den Grabungen 2005/2006 wurde erneut die Wehrmauer angeschnitten, diesmal an der Westseite. Dabei kam der Nordturm der Porta decumana ebenso ans Licht wie ein rund 30 Meter langer Abschnitt der westlichen, rund 1,6 Meter breiten Kastellmauer. Wie die Archäologen feststellten, ruhte diese Mauer auf einem rund 2 Meter breiten und 0,7 Meter tiefem Fundament. Die zum Lagerinneren anschließende Erdrampe konnte mit einer Breite von rund fünf Metern vermessen werden. Sie war noch als knapp 0,2 Meter dicke Lehmpressung erkennbar. Die darin gemachten Befunde holzkohliger Streifen deckten sich mit der Auffindung einer Holzeinlage in der Wallaufschüttung, die 1983 im Bereich der Südostecke in damals wesentlich besserem Zustand angetroffen worden war. Insgesamt besaß das Lager zehn Zwischentürme. An der West- und Ostseite je einen zwischen den Toren und den Ecktürmen, an der Nord- und Südseite je einen in der Praetentura, dem Vorderlager, je einen in den Latera praetorii, dem Mittellager, und je einen in der Retentura.
Vor der Wehrmauer konnte bis 1983 an der Westflanke und der Südmauer ein Stichgraben erkannt werden. Während dreier Grabungen zwischen 1989 und 1999 wurden weitere Grabenschnitte durchgeführt, bei denen sich letztendlich die Gewissheit ergab, dass das Westkastell von drei hintereinander liegende Spitzgräben umgürtelt war, deren äußerster sich bis zu dreißig Meter von der Wehrmauer entfernte. An der Porta decumana wurde nachgewiesen, dass zumindest der innerste Graben vor dem Tor nicht aussetzte.

#### Innenbebauung

Einzelfundstücke von den Grabungen 1895/96

##### Via sagularis
Bei ihrer Grabung im südöstlichen Eckbereich fanden die Archäologen 1983 entlang des von ihnen aufgedeckten Teilstücks der Via sagularis, der Lagerringstraße, zwei Zisternen, die rund 0,8 Meter in das historische Bodenniveau vertieft waren. 2005/2006 wurde im westlichen Grabungsareal nördlich der Porta decumana erneut die Via sagularis angeschnitten, wobei sich die Trasse selber nicht explizit erkennen ließ. So konnte sie in diesem Bereich nur durch die Vermaßung der Zone zwischen dem Fuß des Erdwalls und dem Beginn der angetroffenen hölzernen Bebauung festgelegt werden. Hierbei ergab sich eine Breite von rund fünf bis sechs Metern. Einen deutlichen Hinweis auf die einstige Straße gab der ehemals abgedeckte Abzugsgraben, der sich entlang der Via sagularis hinzog und einen Abstand von drei bis vier Metern zur Erdrampe hin wahrte. Eingeengt wurde die Ringstraße durch zwei angetroffene, holzverschalte Kastengruben, möglicherweise Zisternen. Diese griffen teils in die Sohle des Walls ein und reichten rund einen Meter unter den römerzeitlichen Laufhorizont. Einige andere Mulden im Bereich der Via sagularis, welche teils unter den Abwassergraben reichten, könnten von frühen Anstrengungen stammen, den Wegebereich trockenzuhalten.

##### Via decumana
Bei den Grabungen 2005/2006 stellten die Ausgräber fest, dass die an ihrer Nordseite angeschnittene Via decumana, der zum Westtor hinausführenden rückwärtigen Lagerhauptstraße, keine greifbaren archäologischen Befunde mehr bot.

##### Via praetoria
1997 konnte in zwei Grabungsarealen die Via praetoria angeschnitten werden. Dabei wurde beobachtet, dass diese Lagerhauptstraße an ihrer Nordseite von einem einstmals ebenfalls wohl abgedeckten Abzugsgraben begleitet worden ist, der die Abwasser offenbar zur Porta praetoria, dem Osttor des Kastells, hinausleitete.

##### Mannschaftsbaracken und Keller
Erstmals 1983 waren im südöstlichen Eckbereich des Kastells Spuren hölzerner Innenbauten festzustellen. Dabei wurde deutlich, dass die Mannschaftsbaracken und andere Gebäude in Fachwerkkonstruktion ausgeführt gewesen sind. 2005/2006 wurde die Retentura angeschnitten. Die hier unter anderem aufgedeckten Holzbaracken konnten in ihrer Funktion eindeutig zugeordnet werden. Die Archäologen fanden in dem Streifen nördlich der Via decumana 200 grubenartige Vertiefungen, wovon sich elf als Keller definieren ließen. Sechs dieser Keller waren vier bis sechs Quadratmeter groß (K2, K5, K8–11), alle weiteren 10 bis 15 Quadratmeter (K2, K3, K4, K6, K7). Letztere lagen ausschließlich näher zur genau in West-Ost-Richtung verlaufenden Via decumana. Alle Keller hatten ungefähre Stehhöhe. Von einigen der aufgefundenen Kastengruben, die zwischen 1 und 1,8 Meter Seitenlängen besaßen und rund 1,2 und 2 Meter tief gewesen sind, nimmt der Ausgräber Klaus Kortüm an, dass sie als Zisternen anzusprechen sind. Der Nachweis einer Latrine konnte nicht erbracht werden, blieb aber in der Diskussion. Kontakt zu Wasser haben all diese Gruben nicht gehabt. Die meisten, rund 0,8 Meter unter den antiken Laufhorizont reichenden Vertiefungen im westlichen Grabungsareal sind als Vorratsgruben anzusehen, andere haben einst als Sicker- und Abfallgruben gedient. Die beiden letzteren Eintiefungen wurde hauptsächlich im Umfeld der Via decumana und des Stabsgebäudes angetroffen. Zumeist ist eine klare Trennung der Gruben nicht mehr möglich gewesen. Die über den Vorratsgruben und Kellern liegende Fachwerkbebauung durch Baracken war auf Schwellbalken gegründet. Der Nachweis dieser Gebäude war oft schwer zu erbringen. Eine Ausnahme bildete unter anderem der Bereich einer antiken Brandschuttplanie. Dennoch gelang es den Archäologen nicht mehr, die Grundrisse in ihren Details zu erfassen. Kortüm schlug nach einem Vergleich des Befundes mit der Innenbebauung in den Hinterlagern der Reiterkastelle Heidenheim, Ruffenhofen, Weißenburg, Aalen und Pförring vor, sich in der Architektur an den Pförringer Messwerten zu orientieren, da die Ähnlichkeit der Gesamtkonstellationen in diesem Teil der beiden Lager überzeugend ist.

##### Principia
Von der Innenbebauung wurden durch die RLK nur Teile der in Steinbauweise errichteten Principia untersucht. Dabei konnte ein für die mittlere Kaiserzeit typisches, weitgehend standardisiertes Gebäude festgestellt werden, bei dem sich die Verwaltungstrakte um einen Innenhof gruppierten und dem eine rund 16 × 69 Meter große, über der Via principalis liegende Mehrzweckhalle vorgelagert war. Im hinteren, westlichen Teil des Bauwerks wurde ein Fahnenheiligtum mit Apsis nachgewiesen. Die Ausgestaltung dieser Heiligtümer mit Apsiden war in den Kastellen der germanischen Provinzen seit Mitte des 2. Jahrhunderts üblich geworden, was neben anderen Befunden einen Hinweis auf die Entstehungszeit gibt. Das Stabsgebäude war in seiner Hauptachse nach Osten, zur Prätorialfront hin ausgerichtet, an seiner Nord- und Südseite konnte nach Befunden der RLK nur je eine längliche gemauerte Raumflucht festgestellt werden, die sich über die gesamte Breite des Innenhofes zog. Wie bei anderen Kastellplätzen kann davon ausgegangen werden, dass in beiden Räumen hölzerne Trennwände existiert haben, welche zur Aufteilung einzelner Zimmer dienten. Östlich an die beiden Räume und an den Innenhof anschließend, wurde eine 14 Meter breite Querhalle mit freitragendem Dach festgestellt. Wie verstärkende Wandpfeiler zeigen, war diese Basilica zusammen mit der Mehrzweckhalle architektonisch überhöht ausgeführt worden. Ein breiter Hauptzugang befand sich mittig vom Innenhof aus. An der nördlichen Stirnseite befand sich nahe der Nordwestecke ebenfalls ein allerdings kleinerer Zugang. Ob es einen solchen auch im Süden gegeben hat, ist aufgrund fehlender Grabungsergebnisse unbekannt. Eine in der Mitte an die Nordseite der Basilica gebaute kleine rechteckige Apsis ist nach Deutung Kortüms möglicherweise später in ein Nymphäum umgewandelt worden. Ein während der Grabung 2005/2006 aufgefundener Binnenbefund im nordöstlichen Bereich der Halle bestand aus nur sehr schwach erhaltene Fundamenten und Steinstrukturen, deren Sinn und Zweck bisher unbekannt geblieben sind. In diesem Bereich kam auch der bisher jüngste archäologische antike Befund aus dem Boden. In einem Bereich wurden Steine mit Brandspuren entdeckt, nahebei fand sich ein kleiner Metallhort, der nachträglich zwischen Mauersteinen der vielleicht schon eingestürzten Halle deponiert worden war. Der Hort bestand aus einem rechteckigen Bratrost einer Herdschaufel, einem Holzspatenbeschlag und einem kleinen gallo-germanischen Bronzeeimer des 3. Jahrhunderts. Alles Gegenstände, die aus der Stube eines Contuberniums im Kastell hätten stammen können.

#### Funde aus dem Kastellbereich
1897 wurde in den Principia das Bruchstück einer runden Tischplatte aus Stubensandstein mit einer Inschrift freigelegt. Auf der Tischoberseite lief am Rand entlang eine zweizeilige Inschrift und auch an der Tischkante waren am Rand Worte eingemeißelt. Erhalten sind nur Brüchstücke dieser Texte:
--– sub] cura M[---]
[---] sesq(uiplicarius) al[ae // ---]OS IM[---
Der Stein befindet sich heute im Landesmuseum Württemberg.
Während der Rettungskampagne 2005 bis 2006 entdeckten die Archäologen hinter den Principia in einer Grube ein kostbares sechskantiges, aufwendig mit Emaille verziertes Bronzefläschchen aus dem 2. oder 3. Jahrhundert, in das vielleicht wertvolle Öle oder Salben gefüllt worden sind. Zudem kamen während dieser Grabung unterschiedliche Fibelformen, vielfach in Hakenkreuzform sowie militärische Kleinteile ans Licht.

### Kastellbad

Therme des Westkastells nach den Grabungen von 1896

Etwa 100 Meter leicht hangabwärts und südöstlich der Porta praetoria befand sich in der Flur „Brühl“ das bei seiner Aufdeckung 1896 gut erhaltene 16 × 44 Meter große Reihenbad des Westkastells. Mit Apodyterium (Auskleideraum), Frigidarium (Kaltwasserbad) mit Badebecken, Tepidarium (Warmluftraum), Caldarium (Warmwasserbecken) und einem großen Praefurnium (Heizraum). Dort wurde die Luft für die Hypokaustheizung erwärmt.

### Truppe und Militärpersonal
Auf der in den Principia gefundenen Inschrift wird ein sesquiplicarius alae unbekannten Namens genannt. Der sesquiplicarius alae gehörte dem Unteroffiziersrang innerhalb einer Kavallerieeinheit an. Er erhielt eineinhalbfachen Sold. Ein Sesquiplicarius war in der Regel der dritte Stellvertreter des Decurios (Rittmeister).
Laut einer nur teilweise erhaltenen Inschrift war das Westkastell Welzheim Standort einer „Ala I …“. Soweit ermittelt werden konnte, kommen nur drei mögliche Alen in Betracht: die Ala I Scubulorum, die Ala Indiana Gallorum oder die Ala I Flavia Gemina.

## Ostkastell (Numeruskastell)

Grundriss und Details des Ostkastells nach den Grabungen von 1894 bis 96

Das Ostkastell Welzheim ist in Form eines archäologischen Reservats und Freilichtmuseums weitgehend im Boden erhalten. Die für eine 150 bis 200 Mann starke Besatzung (Numerus) errichtete Befestigung war mit dem wesentlich größeren, 530 Meter westlich gelegenen Reiterkastell durch eine Straße und ein Lagerdorf verbunden. Mit dem Limesfall um 260 n. Chr. ist die Anlage untergegangen. Das Westtor wurde mit einem Abschnitt der Wehrmauer wissenschaftlich rekonstruiert.

### Lage

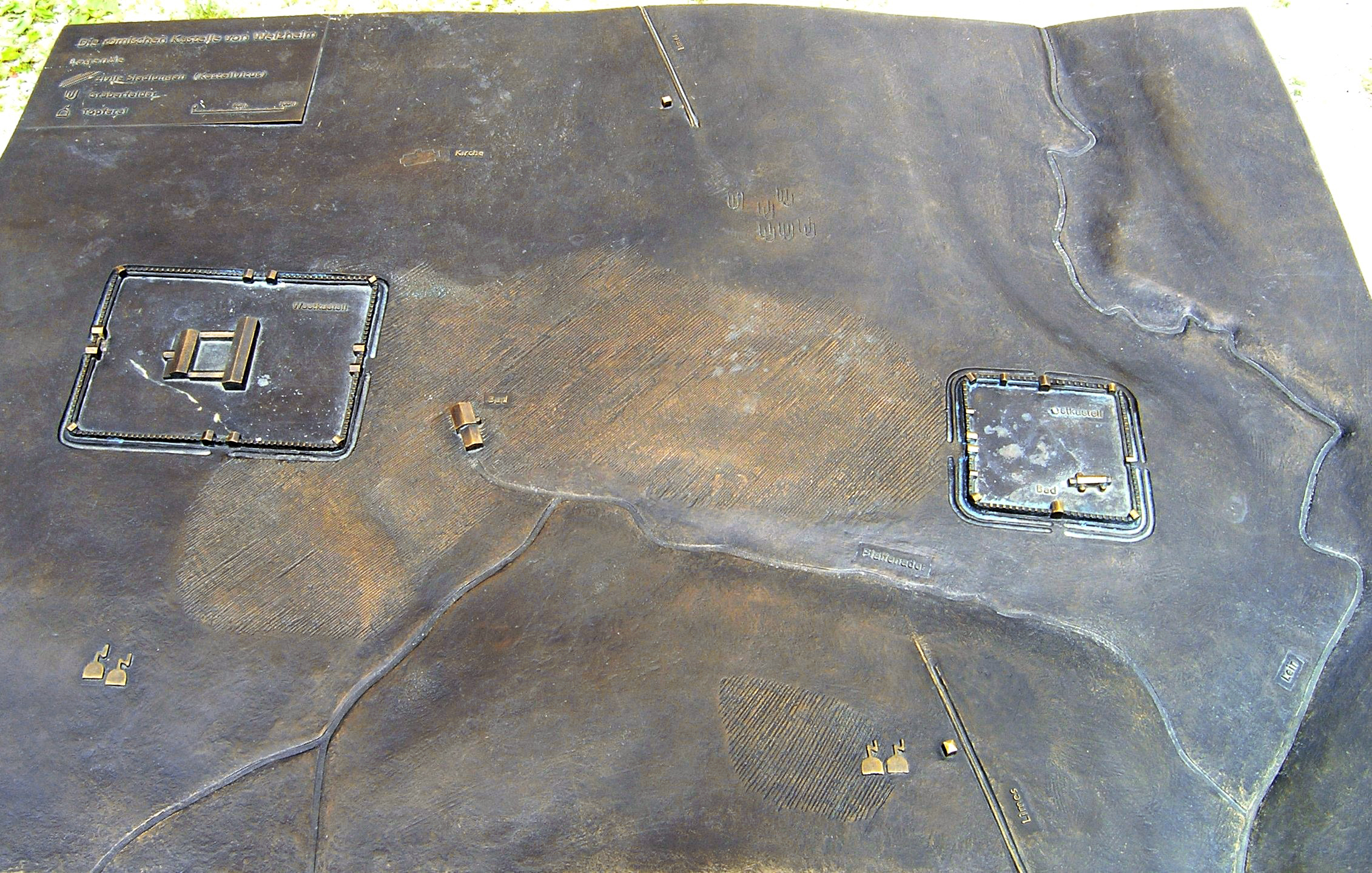
Modell mit West- und Ostkastells im Archäologischen Park Ostkastell

Das auf der Flur „Bürg“ gelegene Ostkastell Welzheim befindet sich auf einer Hochfläche über der Lein. Die römischen Geometer nutzten für den Bauplatz dabei einen nach Süden, Osten und Norden abfallenden Sporn der Hochfläche, die der Lagerbesatzung einen guten Überblick gewährleistete, wobei sich das Gelände, auf dem das Kastell errichtet wurde, von Nordwesten nach Südosten um rund zehn Meter senkt. Außergewöhnlich am Ostkastell ist seine offensichtliche Lage knapp vor dem Limes, bereits außerhalb des eigentlichen römischen Reichsgebietes.

### Forschungsgeschichte
Wie der Flurname zeigt, ist das Wissen um eine alte wehrhafte Stätte nie ganz verloren gegangen. Die Garnison, seit dem 18. Jahrhundert als römischer Stützpunkt bekannt und 1886 erstmals von Konrad Miller untersucht, wurde im Herbst 1894, damals noch auf freiem Feld gelegen, im Auftrag der Reichs-Limeskommission von dem Streckenkommissar Adolf Mettler erforscht, wobei besonderes Augenmerk auch auf die Umwehrung gelegt worden ist. Wie dies beim Westkastell bis heute Schritt für Schritt geschieht, sollte das Ostkastell ab 1960 vollständig überbaut werden. Das veranlasste den damaligen Leiter der Abteilung Bodendenkmalpflege beim Landesdenkmalamt Baden-Württemberg, Hartwig Zürn, in einer großen Rettungsaktion gemeinsam mit Hilfe des Deutschen Archäologischen Instituts (DAI), der Römisch-Germanischen Kommission (RGK) und dem Saalburgmuseum dafür zu sorgen, dass das Land das historisch wertvolle Kastellgelände erwarb. Der ursprüngliche Plan war es, die Befestigung vollständig auszugraben, die Fundamente des Steinkastells zu restaurieren und so der Öffentlichkeit zugänglich zu machen. Doch 1976, als Zürns Nachfolger Dieter Planck mit den Grabungen beginnen sollte, änderte sich die Meinung über das bisherige Grabungskonzept:
„Als mir 1976 der Auftrag zufiel, die Grabungsarbeiten zu beginnen, stand fest, daß die damals ins Auge gefaßte Lösung gleichzeitig die endgültige Zerstörung dieser Anlage bedeutet hätte. Aus diesem Grund habe ich versucht, eine andere Konzeption zu erarbeiten, um einerseits dem berechtigten Wunsch der Öffentlichkeit, etwas sehen zu können, nachzukommen und andererseits dieses Kastell für zukünftige wissenschaftliche Ausgrabungen als archäologisches Reservat zu erhalten.“

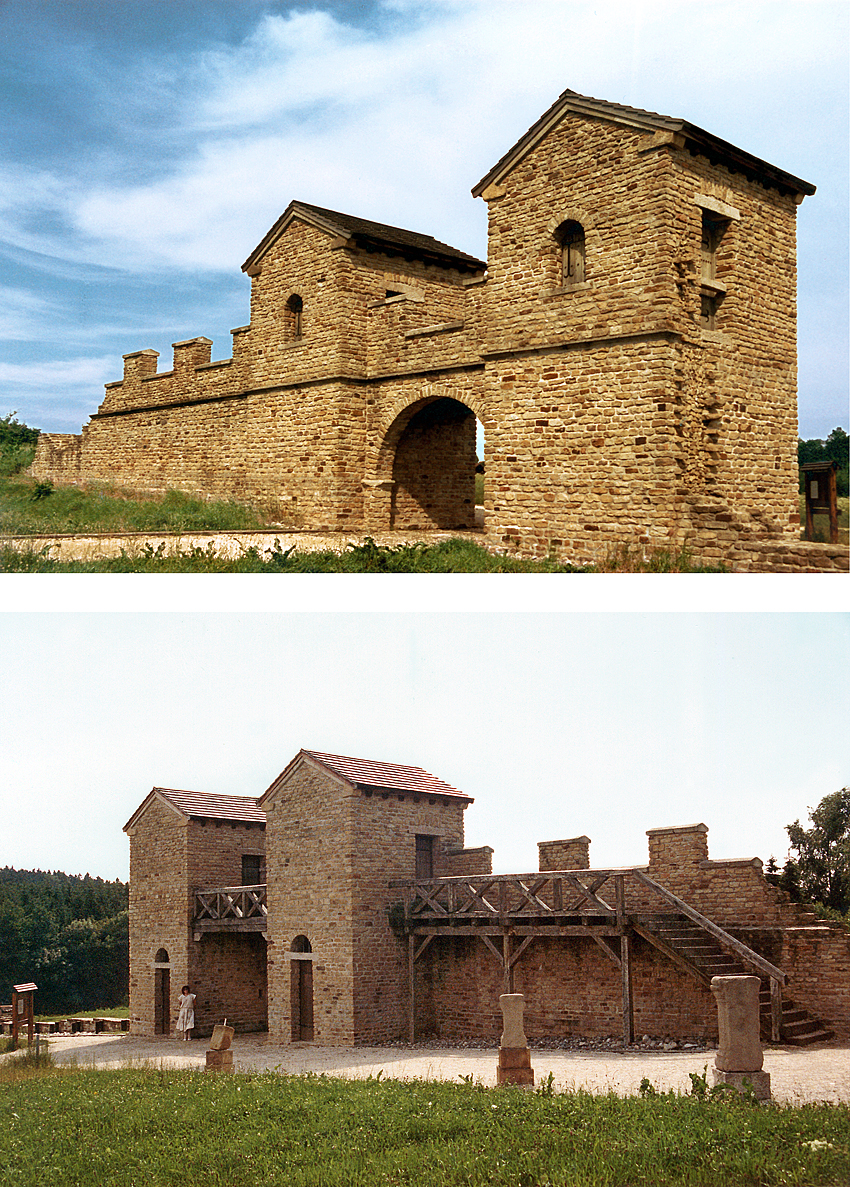
Westtor des Ostkastells von Welzheim

Das neue Konzept sah vor, die Umwehrung freizulegen und herzurichten, damit Besucher die Größe des Lagers erfassen konnten. Außerdem entschloss man sich zu einem Wiederaufbau des Westtores. Dabei wurde erstmals seit der Kaiserzeit in Deutschland der Versuch unternommen, einen großen Rekonstruktionsversuch an einem Kastell unter rein wissenschaftlichen Aspekten vorzunehmen, der den neuesten Stand der Forschung wiedergab. Wesentlichen Anteil an der wegweisenden Rekonstruktion hatten Dietwulf Baatz vom Saalburgmuseum und das Landesdenkmalamt. 1983 wurde die erste Stufe der Kastellpräsentation nach Abschluss der Grabungen und der Rekonstruktion der Öffentlichkeit vorgestellt.
„Wir hatten hier den Schritt von der Konservierung zur Rekonstruktion gewagt, und ich meine, in einzelnen Fällen sollten wir dies auch in Zukunft tun, wobei der Besucher klare Auskunft erhalten muß, was gesichert ist und was nach den modernsten wissenschaftlichen Erkenntnissen ergänzt wurde. … Wir sind jedoch der Meinung, daß Rekonstruktionen nur in einzelnen Fällen errichtet werden sollten. Das Beispiel von Welzheim mag hier als besonders glücklich für die zukünftige Arbeit der archäologischen Denkmalpflege angesehen werden.“
Weil das Ostkastell als archäologisches Reservat künftigen Forschungen erhalten bleiben soll, wurden bei den 1981 abgeschlossenen Grabungen hauptsächlich die Wehrmauer, Tore und Türme sondiert. Bei den Innenbauten rechnet man vorwiegend mit Holzhäusern, die wichtige Erkenntnisse zum Kastell und Limes geben könnten. Anfang der 1990er Jahre fand eine elektro- und geomagnetische Untersuchung des Lagerbereichs statt. Mit einer 1993 erfolgten Neukonzeption des Kastellareals, aufgrund derer neben den bisher aufgestellten Abgüssen von Inschriften aus Welzheim nun auch Steine aus dem ganzen obergermanischen Raum gezeigt werden, erhielt die Freifläche den Namen Archäologischer Park Ostkastell.

### Baugeschichte
Trotz der militärisch gelungenen Platzwahl für das rund 123 × 126 Meter (= 1,6 Hektar) große Ostkastell, war der Untergrund weniger gut geeignet und führte zu mehreren Einstürzen der 1,1 bis 1,4 Meter breiten Kastellmauer, die bei den Grabungen ab 1976 im Bereich des West- und Südtores, sowie des südwestlichen Eckturms teilweise noch über 1,2 Meter hoch erhalten war. Der das Steingefüge sichernde Mörtel hatte sich jedoch aufgrund des kalkarmen Bodens gänzlich aufgelöst. Als wesentlicher Grund für die Zerstörungen am Mauerwerk könnte das so gut wie nicht absickernde Regenwasser auf der abfallenden Hanglage des Kastells verantwortlich sein, dem sich die Römer mit sechs kleinen gemauerten Drainagekanälen im südwestlichen Mauerfundament entgegenstellten. Von den Ausbesserungsarbeiten an der Wehrmauer künden große Pfostengruben an der Kastellaußenseite, in die einst hölzerne Baugerüste fundamentiert gewesen sind. Im Kastell Murrhardt konnten 1979 ähnliche Befunde festgestellt werden. Im südlichen Lagerteil des Ostkastells kam der Mauer gleichzeitig die Aufgabe einer Terrassenmauer zu, da sie das rund 0,5 Meter höhere Niveau im Kastellinneren abfangen musste.
Inwieweit den Geometern und Fachleuten beim Bau des Steinkastells die Nachteile bereits bewusst waren, entzieht sich den Kenntnissen, jedoch wurden nicht nur die genannten mehrfachen Renovierungen nachgewiesen, sondern es wurde auch festgestellt, dass der Ausbau der Umwehrung nur schrittweise und über einen längeren Zeitraum geschehen ist. Zudem konnte nachgewiesen werden, dass dieser Ausbau nicht den typischen römischen Normen der Erbauungszeit am germanischen Limes entsprach. Das bisherige Fundgut, besonders der reiche Bestand an Terra sigillata, ließ für Planck und Hans Schönberger den möglichen Schluss zu, dass das Ostkastell rund eine Generation vor dem Westkastell in späthadrianischer oder frühantoninischer Zeit entstanden ist.
An der Mauerinnenseite wurden parallellaufende Pfostenlöcher entdeckt, die einst einen hölzernen Wehrgang trugen. Vor der Mauer lag ein Doppelspitzgraben, der an den vier Einlässen des Lagers aussetzte. Das einspurige Südtor sowie das gleichgestaltete Nordtor besaßen jeweils nur eine in der Breite des Wehrgangs einspringende Zungenmauer, keine Türme. Solche Torwangen sind in der Regel nur bei Kleinkastellen wie Rötelsee nachweisbar. Die Archäologen entdeckten in der Durchfahrt 1976 noch die alte Pflasterung. Das später rekonstruierte zweitürmige Westtor mit seiner 3,6 Meter breiten Durchfahrt hingegen folgt dem üblichen Bauschema und wurde 1977 untersucht. Die Ausgräber konnten wie im südlichen Kastellbereich auch hier verschiedene Ausbesserungen entdecken und die Maße der beiden Tortürme mit 3,8 × 4 Meter feststellen.
Bereits die Grabungen der RLK 1894 am Nordostturm und am Osttor hatten mehrere tiefgreifende Sanierungsphasen vermuten lassen, die mit dem schwierigen Untergrund zusammenhingen. Das einspurige Osttor wies als Merkwürdigkeit nur einen Turm im Norden auf, während an der Südseite wiederum eine Zungenmauer stand. Eine weitere Besonderheit war, dass sich Zwischentürme nur an der Westseite und am Westteil der Nordseite fanden.
Wie festgestellt werden konnte, wurde die Umwehrung in zwei unterschiedlichen Bauphasen angelegt. Zunächst entstanden Gräben, Mauern und Tore sowie die Innenbebauung. Wahrscheinlich gehören die bis zum Ende des Kastells noch sichtbaren Zungenmauern der Tore im Süden, Norden und Osten noch in diese Zeitstellung. Ein Brandhorizont, der durch Funde in die Zeit um 170/175 datierbar wird, lässt sich wohl mit den Markomannenkriegen (166–180) in Verbindung bringen und zeigt eine ähnliche Zeitstellung wie eine Brandschicht aus dem Kastell Murrhardt. Erst nach diesen Zerstörungen erhielt das Kastell, sichtbar auch durch Baufugen, seine vier Eck-, Zwischen- und vielleicht auch Tortürme.
Die Principia konnte sich bisher nicht nachweisen lassen, weshalb die Prätorialfront unbekannt ist. Nach Auswertung von geophysikalischen Messungen hat es jedoch höchstwahrscheinlich ein Stabsgebäude gegeben.
Von der Innenbebauung wurden 1977, bei den Erkundungen am Westtor, zwei Holzbauten angeschnitten. Daneben vermaß man die Via sagularis, die Lagerringstraße, mit einer Breite von 3,3 Metern.

### Brunnenfunde
Als der Bereich der Lagerstraße angeschnitten wurde, konnten die Archäologen vier holzverschalte Brunnen mit teils spektakulären Funden aufdecken. Außerdem gewannen die Forschung eine Vielzahl von Daten zu den Lebensverhältnissen in einem kleinen römischen Grenzkastell vor fast 2000 Jahren. Wie in früheren Zeiten üblich, wurden aufgegebene Brunnen in ihrer Zweitverwendung oft als Abfallgruben weiterbenutzt. Diese Gruben sind für Ausgräber oft bedeutende Zeitfenster in die Vergangenheit, da sich das hier geborgene Fundgut vielfach nur selten an anderer Stelle erhalten hat.
Für die beiden interessantesten Wasserstellen, Brunnen 1 und 2, ergab die dendrochronologische Untersuchung, dass Brunnen 2, der um 165 n. Chr. fertiggestellt wurde, zuerst aufgegeben worden ist. Als Ersatz richtete die Kastellbesatzung im Jahr 190 (±10) n. Chr. Brunnen 1 ein, der unmittelbar neben dem Südwesteckturm des Kastells stand. Seine Auflassung und Verfüllung wird in die Zeit zwischen 230 und 250 datiert.
Beim Aushub des älteren Brunnen 2 stellten die Archäologen eine sehr gut erhaltene hölzerne, verzahnte Verschalung in den Maßen 1,5 × 1,5 Meter fest. Diese Verschalung konnte bis in die kleine, ebenfalls erhaltene Brunnenstube beobachtet werden. Mit seiner hellbraunen, tonigen Verfüllung hob sich Brunnen 2 deutlich vom jüngeren Nachfolger ab, in dem die Ausgräber auf schwarzbraun-seifiges Füllgut stießen. Auch Brunnen 1, dessen Schalung verzapft gewesen ist, befand sich aufgrund der Bodenverhältnisse ab einer Tiefe von knapp zwei Metern in einem ausgezeichneten Zustand.

#### Handwerkliche Gegenstände
Brunnen 2 barg neben etlichen anderen hölzernen Gegenständen eine Holzschaufel, ein zerbrochenes Joch, einen Kupfereimer sowie größere Reste eines Maskenhelmes aus Eisenblech, der orientalische Gesichtszüge und stark gelocktes Haar besaß.
Die aus dem jüngeren Brunnen 1 geborgenen Fundstücke bezeugten eine homogene Verfüllung, hauptsächlich mit dem Material einer Schusterei. Deren spektakuläre Hinterlassenschaften bestanden aus rund 100 Lederschuhen, die vom Kleinstkindschuh bis zum Stiefel einen Querschnitt durch alle damals gebräuchlichen Fußbekleidungen bot, wobei die meisten Schuhe bereits abgelaufen waren. Ein ähnlicher Befund, allerdings aus verschiedenen Brunnen, stammt aus dem Vicus von Kastell Buch. Neben diesem Fundgut wurde auch eine Vielzahl von Gerätschaften des täglichen Bedarfs wie eine Schreibtafel oder Keramik geborgen. Zudem konnten Holzreste in großen Mengen sichergestellt werden; daneben fanden sich auch Samen und Früchte. Die unter der Leitung von Udelgard Körber-Grohne an der Universität Hohenheim durchgeführten vorgeschichtsbotanischen Untersuchungen konnten importierte Gegenstände aus Zedern- und Zypressenholz feststellen.

#### Militaria
Um 190 n. Chr. begannen die Soldaten, Brunnen 2 in Zweitverwendung als Abfallgrube zu benutzen. Dabei kamen auch interessante militärische Ausrüstungsgegenstände in den Boden. So konnten in Brunnen 2 drei bis zu 1,84 m lange pila muralia („Mauerspeere“) in ausgezeichnete Zustand aufgedeckt werden. Bei den pila muralia, eigentlich valli („Schanzposten“), handelt es sich um Schanzpfähle für kurzfristige Nachtlager in auswärtigen Operationsgebieten. Die Pfähle konnten aber auch als Annäherungshindernisse in der Art spanischer Reiter gegen feindliche Infanterie und Kavallerie eingesetzt werden. Wie u. a. Caesar berichtet, warf man die Pfähle, jetzt als massive Wurfgeschosse, von den Mauern auf Angreifer herab.

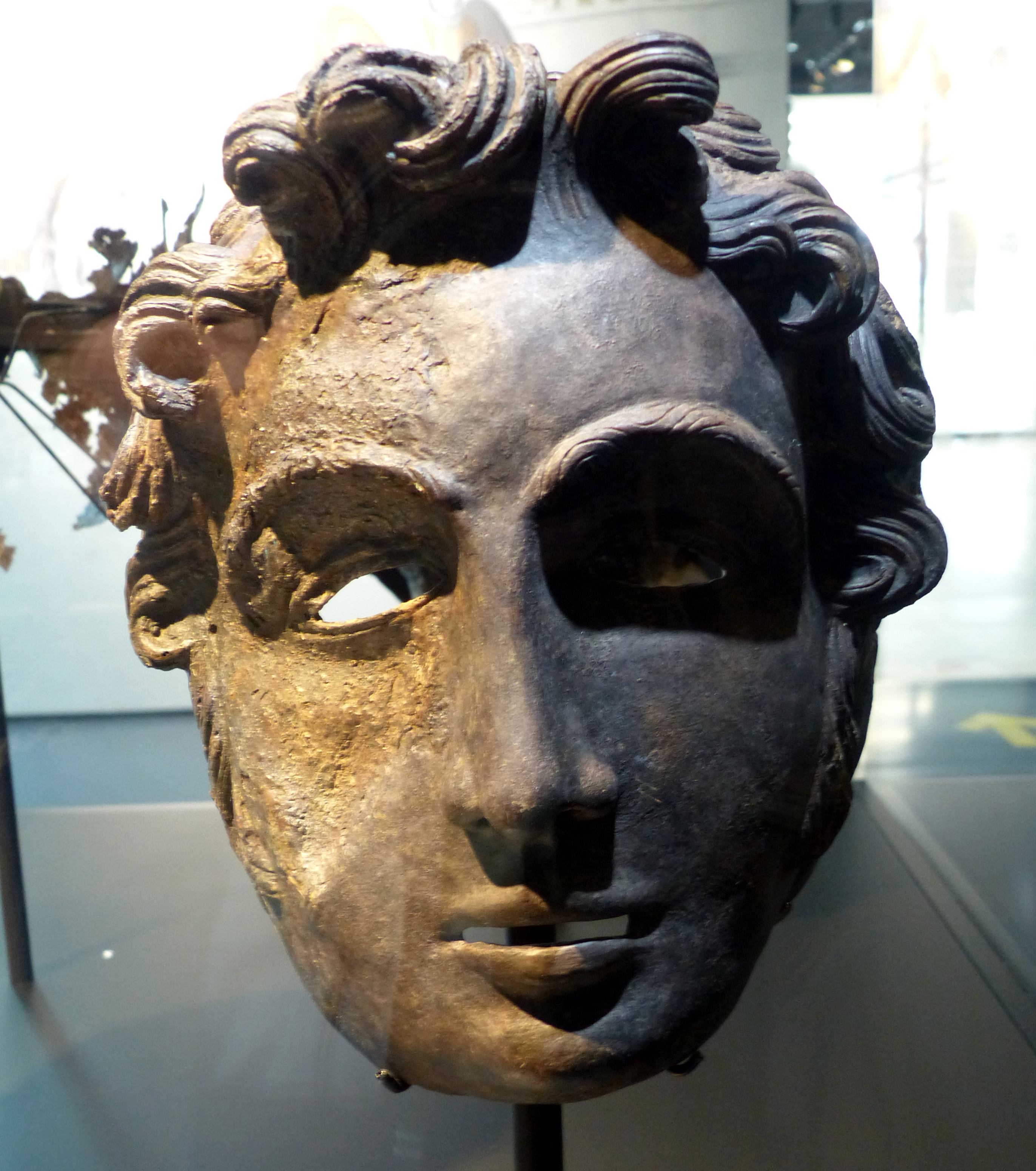
Helmmaske vom Alexander-Typ aus Welzheim, Limesmuseum Aalen

Wie bereits erwähnt, kamen am Grund von Brunnen 2 noch größere Reste einer Helmmaske, der das Hinterhauptteil fehlte, zum Vorschein. Die im Römisch-Germanischen Zentralmuseum restaurierte, 25 Zentimeter hohe Maske gehört zum Alexander-Typus und lässt sich ins 2./3. Jahrhundert n. Chr. datieren. (Junkelmann 1996, Katalog Nr. O 99)
Die Forschung geht davon aus, dass die von der römischen Kavallerie eingesetzten Gesichtshelme vom Typus Alexander ihre letztendliche Ausformung in hadrianischer Zeit erhielten. Das bisher früheste Stück soll zusammen mit römischer Infanteriekleidung in einer Höhle am Berg Hebron gefunden worden sein und kann in die Zeit des Bar-Kochba-Aufstandes (132 bis 135 n. Chr.) datiert werden. Typisch für diese hellenistisch geprägte Helmmaske, die sich aus einem maskulin-femininen Mischtyp entwickelt hat, sind unter anderem ein kleiner Mund, eine gerade Nase, lange Koteletten und eine fast barocke Frisur mit „Alexanderlocken“. Maskenhelme dieser Zeit wurde hauptsächlich wohl nicht im Kampf, sondern nur zu Paraden und Schaukämpfen getragen, bei denen die römische Kavallerie ihr Können zeigte. Den Ablauf eines solchen Schaukampfes überliefert Flavius Arrianus in seinem 136 n. Chr. erschienenen Reitertraktat.

#### Früchte, Gemüse, Salate und Kräuter
Groß war in Brunnen 1 der Fundus dessen, was in der römischen Küche Verwendung fand und was an Feldfrüchten importiert oder vor Ort angebaut bzw. gesammelt worden ist. So gelang der Nachweis von eingeführten Feigen, aber auch Weintrauben, Zwetschgen, Walderdbeeren, Himbeeren, Brombeeren, Hagebutten, Blaubeeren, Äpfeln sowie Hasel- und Walnüssen u. v. a. Es wurde deutlich, dass die lokal gesammelten Waldbeeren das Obst in Welzheim dominierten. An Blattgemüsen und Salaten konnten Feldsalat, Möhren, Pastinak, Grüner Fuchsschwanz, Römischer Sauerampfer und Gartenmelde erkannt werden. Für die Hülsenfrüchte standen Feldbohnen, Linsen und Erbsen. Von den acht nachgewiesenen Gemüse- und Würzpflanzen machten die Forscher an erster Stelle Koriander aus. Außerdem kamen unter anderem Dill, Thymian, Sellerie sowie einige Heilpflanzen und unterschiedliche Getreidearten vor. Daneben wurde der Nachweis für Lein und Mohn geführt, wobei der Mohn noch auf einer sehr frühen Domestizierungsstufe stand.

#### Gräser und Felder
Brunnen 1 barg auch die pflanzlichen Überbleibsel von über 60 Grünlandarten. Es wurde festgestellt, dass die Mahd sowohl von guten Wiesen mit frischen bis trockenen Standorten als auch aus Bachauen stammte. Man geht davon aus, dass das Schnittgut von den Wiesen als Viehfutter und das fette Auengras zur Einstreu gedacht war. Die Feststellung, dass die damaligen römischen Wiesen in einem ausgezeichneten Zustand gewesen sein müssen, geben pflanzliche Leitarten wie Rispengräser (Poa), Knäuelgräser (Dactylis) und Kammgras (Cynosurus cristatus). Als häufigstes Vorkommen konnte das Sumpf-Rispengras (Poa palustris) ausgemacht werden. Außerdem wurde viele Straußgräser (Agrostis), Mittlerer Wegerich (Plantago media) und Scharfer Hahnenfuß (Ranunculus acris) entdeckt. Es zeigte sich, dass es im Siedlungsumfeld den typischen Unkrautbewuchs gegeben hat, wohingegen die Ackerunkräuter, die sich zwischen den Getreidekörnern fanden, nur spärlich auftraten.

#### Bäume und Wälder
Aus dem Befund der Gehölze aus Brunnen 1 konnten 19 einheimische Baumarten ermittelt werden, die um 230 bis 250 hier präsent waren. Von diesen traten Buche, Eiche, Hasel, verschiedene Ahornsorten und Tanne am häufigsten auf. Aus botanischer Sicht ergibt sich daher ein klares Bild über das Welzheimer Umland in der Antike, als dort Buchen-, Eichen- und Tannenwälder wuchsen, in denen es reichlich Unterholz von verschiedenen anderen Laubbäumen gab. Die Forscher stellen anhand der Holzbefüllung aus Brunnen 1 zudem fest, dass die Römer hauptsächlich Eichen und Tannenholz (über 80 Prozent) geschlagen hatten, um es als Bau- und Geräteholz zu verarbeiten. Mit nur rund 14 Prozent folgte diesen Hölzern die Buche, was die deutliche Selektion der römischen Holzverarbeiter herausstellt.
Im Vergleich zum Material aus dem älteren, um 190 geschlossenen Brunnen 2 wurde festgestellt, dass damals offenbar mehr Eichen und Tannen in der Region wuchsen als bei der Aufgabe von Brunnen 1, da dort das Buchenholz eine höhere Gewichtung hatte. Da die Römer das Buchenholz nicht so schätzten wie die Eiche, hatte es nach ihrem Verständnis innerhalb von rund 40 bis 60 Jahren möglicherweise eine Verschlechterung der Waldbestände gegeben. Möglicherweise ist diese Veränderung auf die antike Holzentnahme zurückzuführen. Diese Annahme deckt sich jedoch nicht mit den prozentualen Anteilen des Wacholdermaterials aus beiden Brunnen. Da der Wacholder ein typischer Begleiter der Auflichtung ist, müsste sein Bestand im Laufe der Jahrzehnte eher zunehmen. Nach Fundlage hätte jedoch genau das Gegenteil der Fall sein müssen: Brunnen 1 bot mehr Material zu dieser Pflanze.

### Weitere Funde aus dem Kastellbereich
Nach Hans-Heinz Hartmann (1995) wurde der Bestand an Reliefsigillaten und Stempeln aus dem Ostkastell durch über 250 Neufunde ungefähr verdoppelt. Die Altfunde der RLK befinden sich im Zentralarchiv des Archäologischen Landesmuseums Baden-Württemberg (ALM) in Rastatt. Hans-Jürgen Eggers ordnete eine Kasserolle in dem von ihm aufgestellten System der Stufe B 2 oder C 1 zu.

### Truppe und Militärpersonal

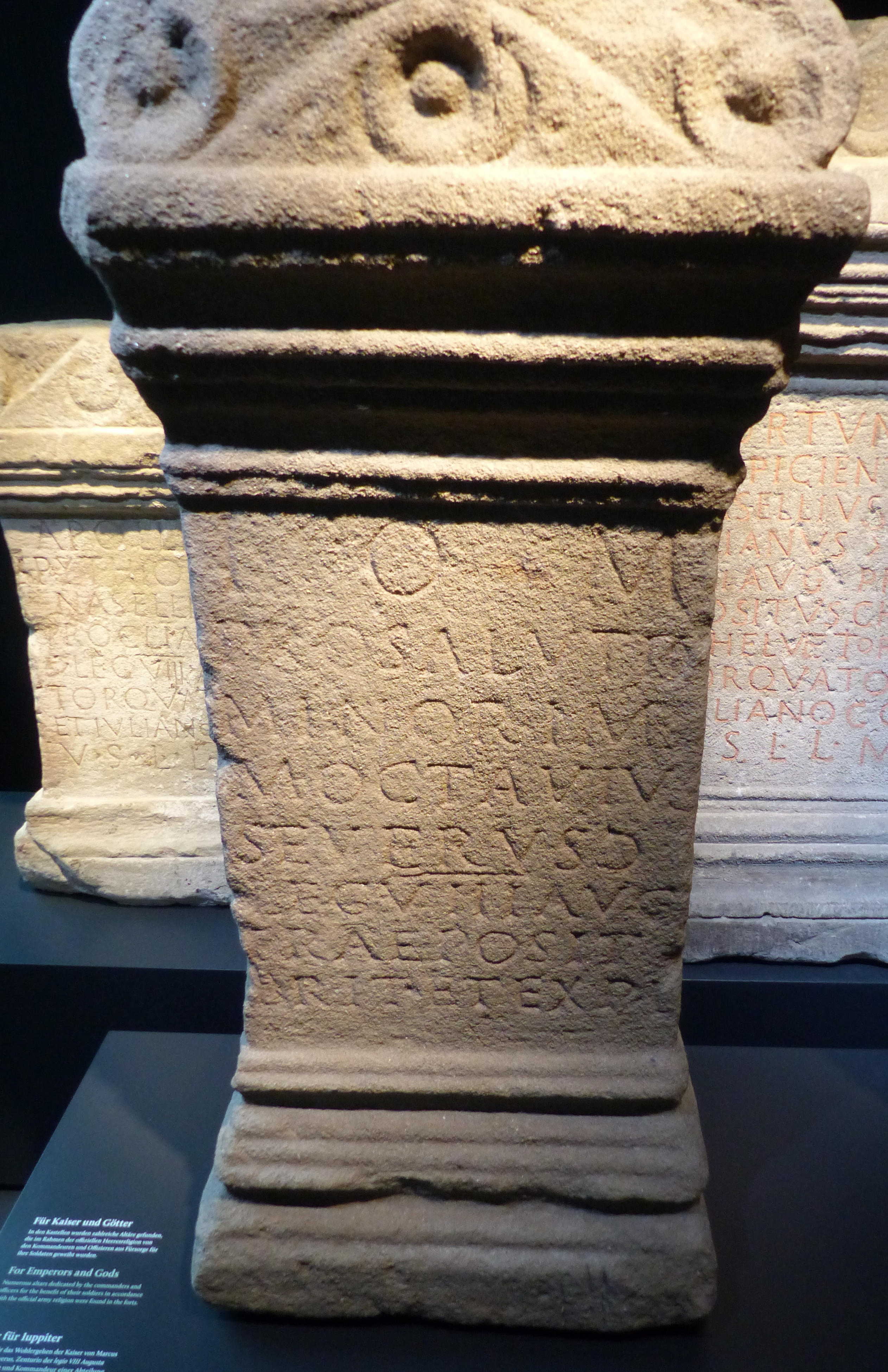
Weihestein des Marcus Octavius Severus, Limesmuseum Aalen

Ein Kommandeur der im Ostkastell stationierten Truppe ist namentlich als Centurio der 8. Legion, Marcus Octavius Severus, bekannt. Sein Votivstein fand sich 1894 im Bauschutt der Heizanlage des Bades und war wohl als Spolie wiederverwendet worden. Neben dem Brittonen-Numerus befehligte Marcus Octavius Severus auch eine hier lagernde Einheit Exploratores:
I(ovi) O(ptimo) M(aximo)
pro salut(e) do-
minor(um) Imp(eratorum)
M(arcus) Octavius
Severus |(centurio)
leg(ionis) VIII Aug(ustae)
praeposit(us) Brit(tonum) et expl(oratorum)
Übersetzung:
Jupiter, dem Besten und Größten zum Wohl der kaiserlichen Herren. Marcus Octavius Severus, Hauptmann der 8. Legion „Augusta“, Praepositus (Vorsteher) der Brittonen und der Aufklärer.
Durch die oben genannte Altarinschrift aus der Zeit zwischen 198 und 211 wird das Ostkastell als Garnisonsort einer Einheit Brittones und Exploratores genannt. Im Lagerbereich aus dem Boden gekommene Ziegelstempel nennen einen Numerus Brittonum L … bzw. einen Numerus Brittonum Cr… oder Gr…. Eine vollständige Auflösung der Abkürzungen ist bisher nicht möglich. Der Numerus Brittonum L … hatte ab 159/161 seinen Standort im Ostkastell.

### Mögliche nachkastellzeitliche Nutzung
Die Reichs-Limeskommission grub bei ihren Untersuchungen 1894 einen heute in seine Mauerzügen angedeuteten, 14 Meter langen steinernen Rechteckbau aus, der sich im westlichen Kastellteil an der Ost-West-Straße befand. Hier wurden verkohlte Getreidekörner freigelegt, die eine Deutung des Bauwerks als Horreum, also als Speicherbau zuließen, wobei einige architektonische Akzente fehlen, die für den militärischen Bautyp üblich sind.

Therme des Ostkastells (Grabungen 1894–1896)

Das zweite Bauwerk aus Stein, das bis heute in der Wehranlage gefunden worden ist, liegt mitten im südöstlichen Karree der durch zwei kreuzförmig angelegte Straßenachsen durchteilten Lagerfläche. Aufgrund der Raumgestaltung und des Grundrisses kann er als römisches Bad angesehen werden. Die ungewöhnliche Lage des Bades mitten im Lager und der damit verbundene Raumverlust für die Truppe deutet, wie beim spätantiken Bad im Kastell Eining bezeugt, eher auf eine nachkastellzeitliche Erbauung und Nutzung hin. Da nähere Untersuchungen fehlen, wurde bereits spekuliert, ob das verlassene Lager nach dem Limesfall, im fortgeschrittenen 3. Jahrhundert, nicht zum Ort eine Villa rustica geworden ist.

## Vicus und Gräberfeld
Zwischen dem West- und Ostkastell sowie an der Südseite des Westkastells lag ein nur in geringem Maß erforschtes ausgedehntes Lagerdorf (Vicus). Im Gelände nordwestlich des Ostkastells wurden zwischen 1955 und 1964 weitflächige Siedlungsspuren mit Holz- und Steinbauten aufgedeckt.
Rund 100 Meter westlich der Nordwestecke des Ostkastells konnten bei Notgrabungen aufgrund eines Sportplatzbaues zu Beginn der sechziger Jahre etliche Gräber ermittelt, aber nur unzulänglich geborgen werden. Als dann in diesem Bereich eine Sporthalle errichtet werden sollte, wurden im September 1979 insgesamt 162 Brandgräber aus dem 2. und 3. Jahrhundert freigelegt.
Südlich des Ostkastells wurden im Tannwald zwei, etwa 170 Meter südlich des Westkastells ein römischer Ziegelbrennofen ergraben.
Die bis heute anhaltende dichte Überbauung macht eine flächendeckende Erforschung des Vicus unmöglich.

## Brunnenfunde
Im Sommer 2011 wurden auf einem zur Erschließung freigegebenen Gartengrundstück im heutigen südlichen Stadtgebiet gleichfalls Spuren des Vicus aus dem 2. und 3. Jahrhundert n. Chr. ergraben. Zwei nebeneinander liegende eichenholzverschalte Brunnen, deren feuchtes Milieu seit der Antike erhalten blieb, bargen einen Hort sehr gut erhaltener, hauptsächlich militärischer Bronzegegenstände. Die wertvollen Stücke kamen möglicherweise während der unruhigen Zeit des Limesfalls bis 260 n. Chr. in die Brunnen. Bis zum Zeitpunkt der Entdeckung war insbesondere das rund 22 Zentimeter durchmessende runde Medaillon mit einer herausgetriebenen Minervabüste von Bedeutung, da es ohne Parallelen in Baden-Württemberg war. Das Stück war als Pektorale Teil einer bei den militärischen Reiterspielen genutzten Paradeausrüstung für ein Pferd und konnte über den mittleren Riemenverteiler auf die Brust des Tieres geschnallt werden. Ähnliche Stücke mit einem Minervakopf sind sehr selten. Eines wurde im heutigen Iran entdeckt, ein anderes gleichfalls in Deutschland. Zum Fundmaterial gehört unter anderem auch eine vollständige Paradebeinschiene mit Kniebuckel sowie ein Bronzeteller. Der zweite Brunnen barg einen gleichfalls ausgezeichnet erhaltenen, bemerkenswert großen Eimer aus sehr dünnem Bronzeblech, wie er wahrscheinlich bei einem wohlhabenden Einwohner des Vicus zum Weinmischen verwendet wurde.

## Denkmalschutz und Fundverbleib
Die Kastelle von Welzheim und die erwähnten Bodendenkmale sind als Abschnitt des Obergermanisch-Rätischen Limes seit 2005 Teil des UNESCO-Welterbes. Außerdem sind die Anlagen Kulturdenkmale nach dem Denkmalschutzgesetz des Landes Baden-Württemberg (DSchG). Nachforschungen und gezieltes Sammeln von Funden sind genehmigungspflichtig, Zufallsfunde an die Denkmalbehörden zu melden.
Funde aus den Grabungen von Welzheim befinden sich heute im Städtischen Museum Welzheim, im Landesmuseum Württemberg in Stuttgart sowie im Limesmuseum Aalen.

### Allgemein
- Dieter Planck: Welzheim. Römische Kastelle und Zivilsiedlung. In: Die Römer in Baden-Württemberg. 3. Auflage, Theiss, Stuttgart 1986, ISBN 3-8062-0287-7, S. 611ff.
- Dieter Planck: Welzheim. Römische Kastelle und Zivilsiedlung. In: Die Römer in Baden-Württemberg. Stuttgart, Theiss 2005, ISBN 3-8062-1555-3, S. 364ff.
- Dieter Planck, Willi Beck: Der Limes in Südwestdeutschland. 2. Auflage. Theiss, Stuttgart 1987, ISBN 3-8062-0496-9.
- Philipp Filtzinger: Limesmuseum Aalen. 4. Auflage. Hrsg. v. d. Gesellschaft zur Förderung des Württembergischen Landesmuseums Stuttgart, Stuttgart 1991.
- Dietwulf Baatz: Der Römische Limes. Archäologische Ausflüge zwischen Rhein und Donau. 4. Auflage. Gebr. Mann, Berlin 2000, ISBN 3-7861-2347-0, S. 246ff.
- Britta Rabold, Egon Schallmayer, Andreas Thiel: Der Limes. Theiss, Stuttgart 2000, ISBN 3-8062-1461-1.
- Sönke Lorenz, Andreas Schmauder: Welzheim. Vom Römerlager zur modernen Stadt. Markstein, Filderstadt 2002, ISBN 3-935129-05-X.
- Marcus G. Meyer: Welzheim – drei Kastelle gleichzeitig. In: Archäologie in Deutschland. Bd. 39 (2023), Heft 6, S. 8–13.

### Westkastell
- Dieter Planck: Untersuchungen im Westkastell von Welzheim, Rems-Murr-Kreis. In: Archäologische Ausgrabungen in Baden-Württemberg, 1989, S. 126–127.
- Rüdiger Krause, Alexandra Gram: Neue Ausgrabungen im Westkastell von Welzheim, Rems-Murr-Kreis. In: Archäologische Ausgrabungen in Baden-Württemberg 2005. 26, 2006 ISSN 0724-8954, S. 129–134.
- Klaus Kortüm: Das Welzheimer Alenlager. Vorbericht zu den Grabungen im Westkastell 2005/2006. In: Andreas Thiel (Hrsg.): Neue Forschungen am Limes. 4. Fachkolloquium der Deutschen Limeskommission 27./28. Februar 2007 in Osterburken, Theiss, Stuttgart 2008, ISBN 978-3-8062-2251-7, (= Beiträge zum Welterbe Limes, 3), S. 123–139.
- Andreas Thiel: Die Wehrtürme des Westkastells von Welzheim, Rems-Murr-Kreis. In: Archäologische Ausgrabungen in Baden-Württemberg 1998. 20, 1999, S. 94–96.
- Klaus Kortüm: Das Westkastell von Welzheim – ein beinahe unbekanntes Schwergewicht am Obergermanischen Limes. In: Jahresheft des Historischen Vereins Welzheimer Wald 14, 2010, S. 5–60.

### Ostkastell
- A. Mettler, P. Schultz in der Reihe Der obergermanisch-raetische Limes des Roemerreiches. (Hrsg. Ernst Fabricius, Felix Hettner, Oscar von Sarwey): Abteilung B, Band 5, Kastelle Nr. 45 und 45a (1904).
- Marcus G. Meyer, Harald von der Osten-Woldenburg, Klaus Kortüm: Mit Bodenradar zu neuen Erkenntnissen über die Innenbebauung des Welzheimer Ostkastells. In: Archäologische Ausgrabungen in Baden-Württemberg 2012, 2013, S. 170–173.
- Harald von der Osten-Woldenburg: Elektro- und geomagnetische Prospektion des Welzheimer Ostkastells, Rems-Murr-Kreis. In: Archäologische Ausgrabungen in Baden-Württemberg 1993, 1994, S. 135–140.
- Carol van Driel-Murray, Hans-Heinz Hartmann: Das Ostkastell von Welzheim, Rems-Murr-Kreis. Theiss, Stuttgart 1999, ISBN 3-8062-1077-2.
- Udelgard Körber-Grohne u. a.: Flora und Fauna im Ostkastell von Welzheim. Theiss, Stuttgart 1983, ISBN 3-8062-0766-6 (Forschungen und Berichte zur Vor- und Frühgeschichte in Baden-Württemberg, 14).
- Klaus Kortüm: Anmerkungen zur Baugeschichte des Ostkastells von Welzheim (Rems-Murr-Kreis). In: Gabriele Seitz (Hrsg.): Im Dienste Roms. Festschrift für Hans Ulrich Nuber. Greiner, Remshalden 2006, ISBN 3-935383-49-5, S. 257–266.
- Hartwig Zürn: Das römische Bürgkastell in Welzheim. Lohnt sich seine Erhaltung? In: Blätter des Welzheimer Wald-Vereins 21, 1961, S. 321–323.